# Lubomír Popelka
Lubomír Popelka (14. června 1927 Předmostí – 27. ledna 1995 Brno) byl redaktor a dramaturg Československé televize.
Narodil se v Předmostí u Přerova, studoval gymnázium v Přerově, za 2. světové války byl totálně nasazený k Technische Nothilfe v Ostravě a v Brně. Poté studoval právnickou fakultu, studium však nedokončil. Studoval také pražskou FAMU, kde působil i jako asistent.
Pracovně působil jako dramaturg, redaktor, vedoucí redaktor a hlavní redaktor v Československé televizi v Praze a poté od roku 1963 v Brně.
V srpnu 1968 moderoval improvizované přímé vysílání brněnské televize z vysílače Kojál na Vyškovsku, které informovalo o právě probíhající invazi vojsk Varšavské smlouvy do Československa. Vysílání přebírala i rakouská televize ÖRF, jejímž prostřednictvím se šířilo do západního světa. Když hrozilo odhalení a obsazení vysílače, přenosový vůz se přesunul k vojenskému prostoru v Dědicích, zatímco Popelka se vrátil do Brna a zajišťoval převoz filmů do Vídně pro rakouské vysílání. Moderování pak převzal Jiří Vondráček.
Poté Popelka o své místo v televizi přišel, jeden rok byl zaměstnancem továrny Kaučuk Kralupy a dalších 20 let dělníkem v Geotestu a Výzkumném ústavu naftařském. Až po roce 1989 se opět k televizní práci vrátil, byl vedoucím redakce a zástupcem ředitele brněnského studia Československé televize.